# Dalea lumholtzii
Dalea lumholtzii är en ärtväxtart som beskrevs av Robinson och Merritt Lyndon Fernald. Dalea lumholtzii ingår i släktet Dalea, och familjen ärtväxter. Inga underarter finns listade i Catalogue of Life.